# Мастон, Джун
Джун Элейн Рита Мастон (в замужестве Фергюсон) (англ. June Elaine Rita Maston (Ferguson), 14 марта 1928 — 3 декабря 2004, Твид Хедс, Австралия) — австралийская легкоатлетка, бегунья на короткие дистанции, прыгунья в длину. Серебряный призёр летних Олимпийских игр 1948 года.

## Биография
Джун Мастон родилась 14 марта 1928 года.
Окончила среднюю школу Форт-стрит в Сиднее, затем поступила в Сиднейский педагогический колледж, где получала специальность учителя физкультуры.
С 1945 года участвовала в соревнованиях по лёгкой атлетике. В 1945, 1947 и 1948 годах была чемпионкой Нового Южного Уэльса в беге на 440 ярдов. 
В 1948 году установила рекорд Австралии на этой дистанции — 58,2 секунды, а также прошла олимпийский отбор, заняв 4-е место в беге на 100 ярдов и выиграв золото в эстафете в составе сборной Нового Южного Уэльса.
В 1948 году вошла в состав сборной Австралии по лёгкой атлетике на летние Олимпийские игры в Лондоне. Выступала в двух дисциплинах — эстафете 4х100 метров и прыжках в длину.
В полуфинальном забеге сборная Австралии заняла 2-е место с результатом 48,0 секунды, уступив команде Канады (47,9). В составе австралиек бежали Джойс Кинг, Мастон, Бетти Маккиннон и Ширли Стрикленд.
В финале австралийки тем же составом завоевали серебряную медаль с результатом 47,6 секунды, уступив 0,1 секунды бегуньям из Нидерландов.
В прыжках в длину Мастон, показав результат 5,06 метра, заняла 22-е место среди 25 участниц.
После окончания карьеры стала тренером по лёгкой атлетике. Среди её воспитанников — 4-кратная олимпийская чемпионка Бетти Катберт и олимпийская чемпионка Морин Кэйрд, участницы Олимпийских игр Сандра Браун и Пенни Джиллис. В 1957 году основала Камберлендский женский спортивный клуб, в котором тренировала до 1988 года. Неоднократно сопровождала спринтеров сборной Австралии на Олимпийские игры. Её подопечные выиграли более 200 титулов Нового Южного Уэльса, установили 16 мировых рекордов и выиграли 5 золотых олимпийских медалей.
Получила степень магистра физического воспитания, читала лекции в Сиднейском педагогическом институте.
В 1967 году стала кавалером Ордена Британской империи за вклад в развитие лёгкой атлетики в Австралии.
Была комментатором лёгкой атлетики на радио и телевидении ABC, участвовала в создании организации Little Athletics.
В середине 90-х переехала в Голд-Кост. Участвовала в эстафете огня летних Олимпийских игр 2000 года в Сиднее, несмотря на то, что передвигалась в инвалидной коляске.
Умерла 4 декабря 2004 года в австралийском городе Твид Хедс, где в течение последних четырёх лет жила в доме престарелых.

## Личный рекорд
- Бег на 100 метров — 11,1 (1949)

## Семья
В 1949 году вышла замуж за австралийского ватерполиста и регбиста Джека Фергюсона (1922—1994), с которым познакомилась в 1948 году на Олимпиаде. У них было пять детей: Джереми, Ян, Фиона, Меган, Дебра. Семья жила в Сиднее.